# Fred Kodlin Motorcycles
Fred Kodlin Motorcycles ist ein deutscher Hersteller von sog. Custombikes und von Zubehörteilen für Motorräder. Als kleine Manufaktur gestartet, hat sich Kodlin Motorcycles im Laufe der Jahre zu einer in der einschlägigen Szene international anerkannten Marke entwickelt.

## Geschichte
Fred Kodlin Motorcycles war seit Anfang der 1980er Jahre in Jesberg unter dem Namen Chopperschmiede ansässig. Seit 1999 ist der Unternehmenssitz in Borken (Hessen). Der Name Fred Kodlin ist seitdem als Marke beim Deutschen Patent- und Markenamt offiziell eingetragen.
Unternehmensgründer Fred Kodlin (* 1959) durchlief zunächst eine Ausbildung zum Heizungsinstallateur und erlangte 1985 die Meisterbriefe als Schmied und Zweiradmechaniker.
Schon Anfang der 1990er Jahre erstreckte sich der Wirkungskreis auch auf die U.S.A. Die ersten Kontakte nach Übersee wurden bereits in den frühen 1980er Jahren hergestellt, weil nur dort die entsprechenden Teile zu bekommen waren. Zwischen 1986 und 1994 importierte Kodlin daher auch nahezu 300 Harley-Davidson-Motorräder, um sie in Deutschland zu veredeln und zu vertreiben.
1998 wurde der erste Motorradrahmen in eigener Herstellung konstruiert. 1999 – fast zeitgleich mit dem Umzug nach Borken – erhielt der eigene Rahmen die Freigabe durch den Technischen Überwachungsverein. Dadurch entwickelte sich das Unternehmen vom Tuner zum Fahrzeughersteller.
Räder ohne Achsnaben, ohne sichtbare Bremsen, ohne sichtbaren Sekundärantrieb, Reibrollensysteme, das Cleanen (also das Verbergen von Kabeln, Seilzügen pp.) sowie die optische Aufarbeitung durch filigrane Airbrush-Designs sind typische Designmerkmale von Kodlin Bikes.

## Auszeichnungen
Seit Mitte der 1990er Jahre stellte Kodlin regelmäßig Bikes vor, die internationale Aufmerksamkeit erregten und Preise errangen.
- 1996: Daytona Bike Week: Best of show mit der 2 Fronts, dem ersten Motorrad mit zwei vorderen Zylindern
- 1997: Rat’s Hole Show in Daytona, mit dem „F1-Bike“
- 2004: Queen of Bikes für die Shine
- 2005: Wahl zum Bike Builder of the year
- 2007: Custombike 2007 in Bad Salzuflen: Die JFK, eine Hommage an John Fitzgerald Kennedy, wird zum Bike des Jahres 2007 gekürt.
- 2007: Aufnahme in die Hall of fame der "International Master Bike Builders Association (IMBBA)" als Master Bike Builder Level II[3]

## Bilder

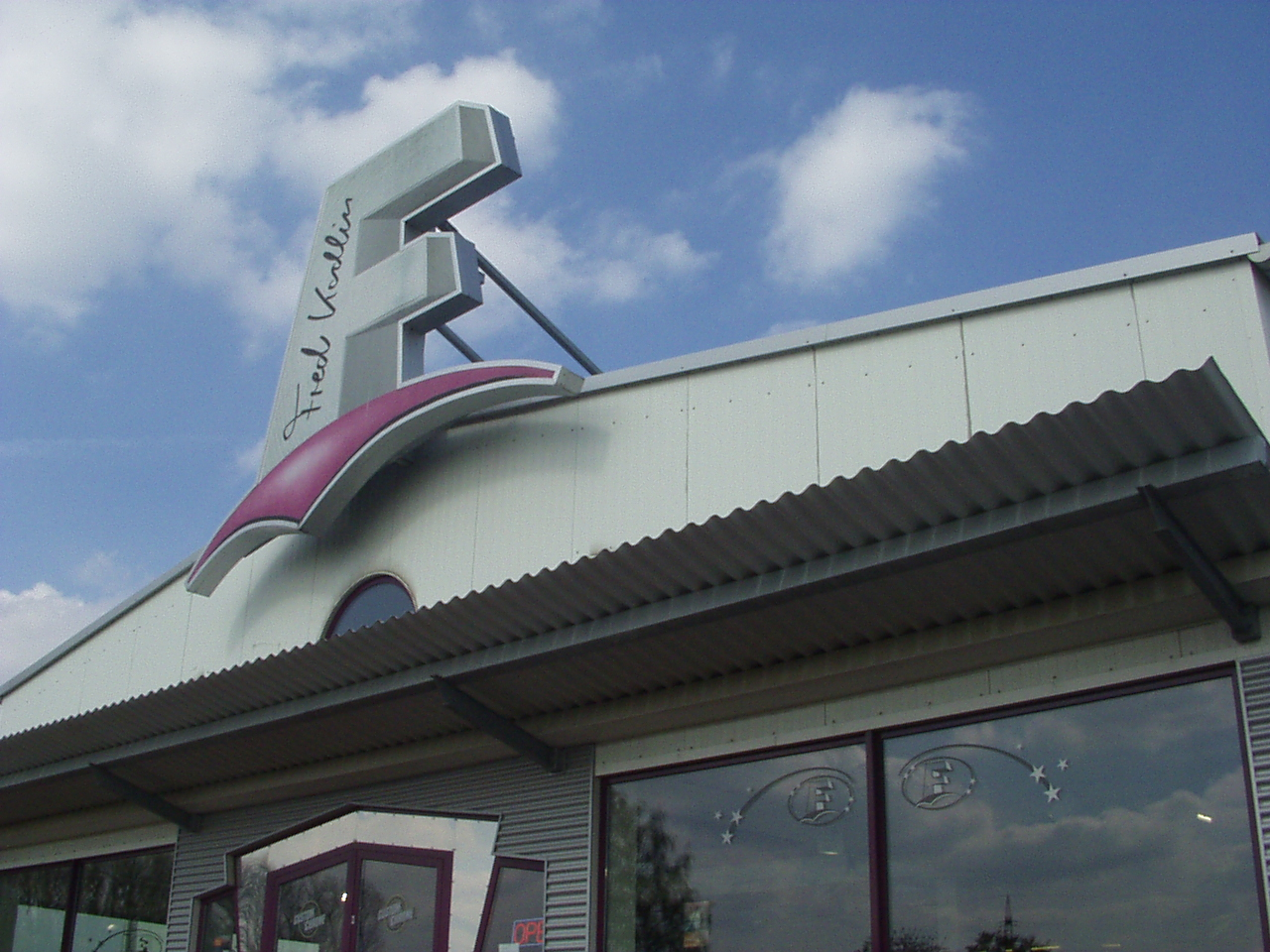
Logo am Firmengebäude
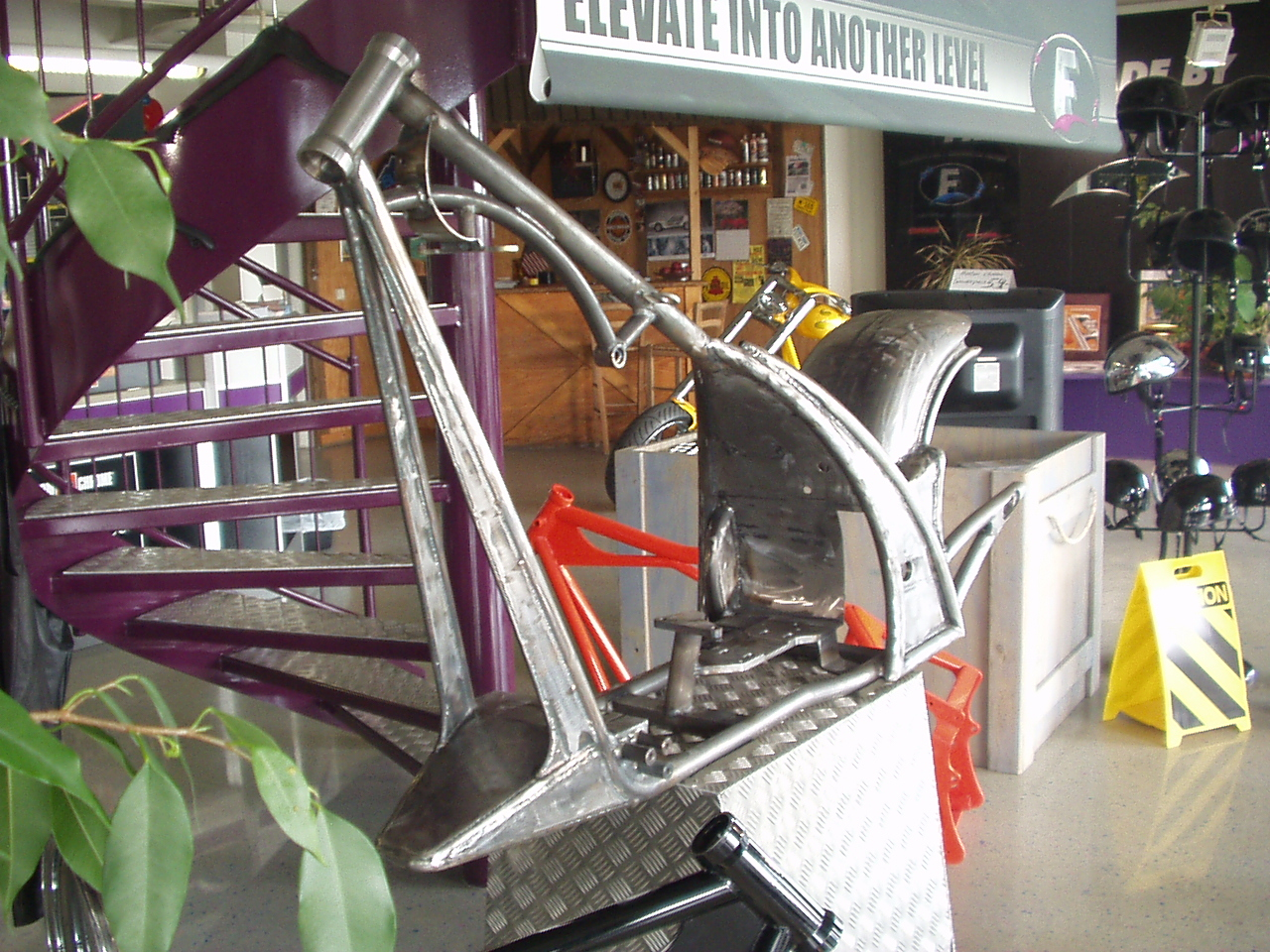
Handgefertigter Rahmen
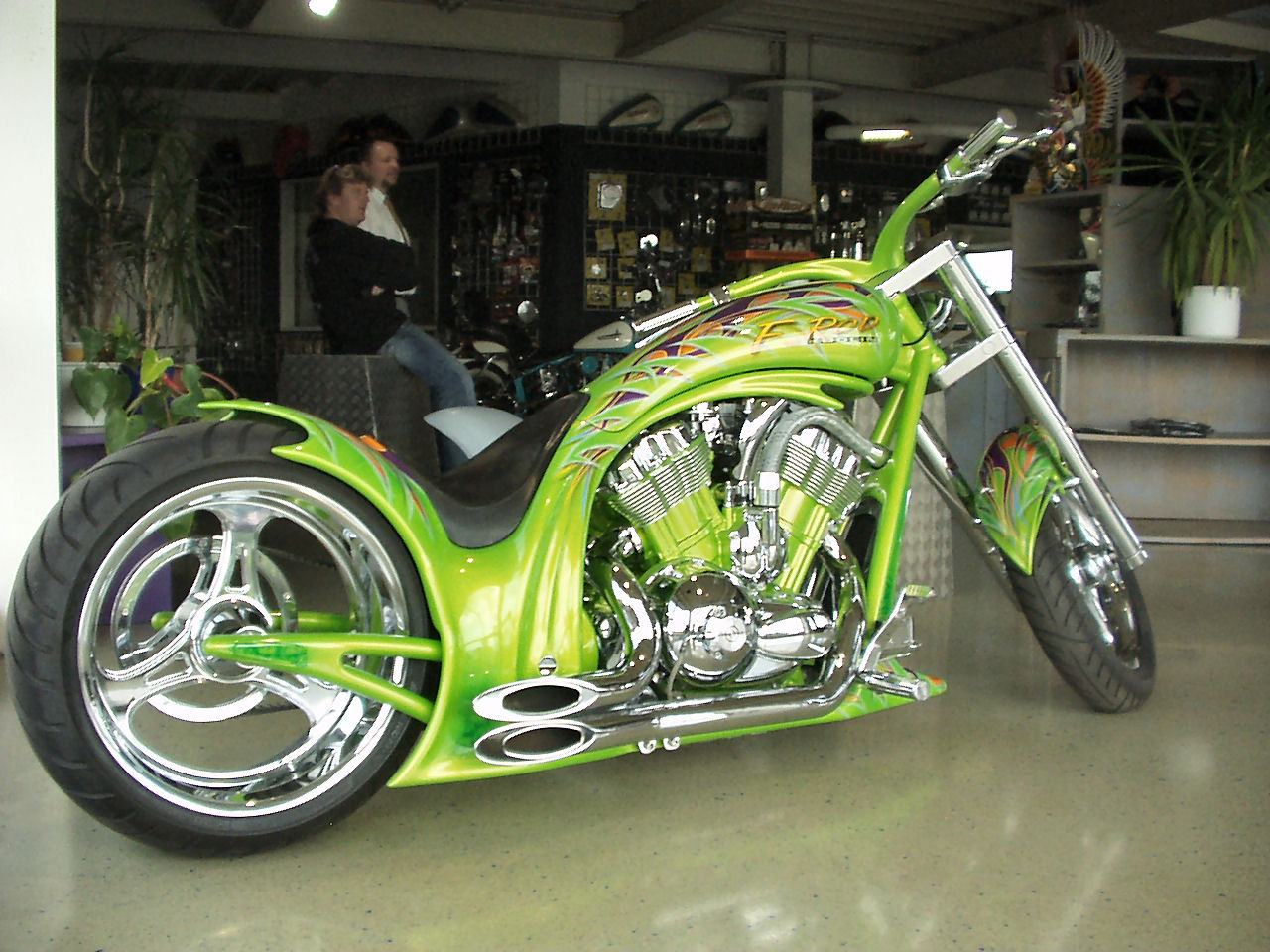
Die F-ROD
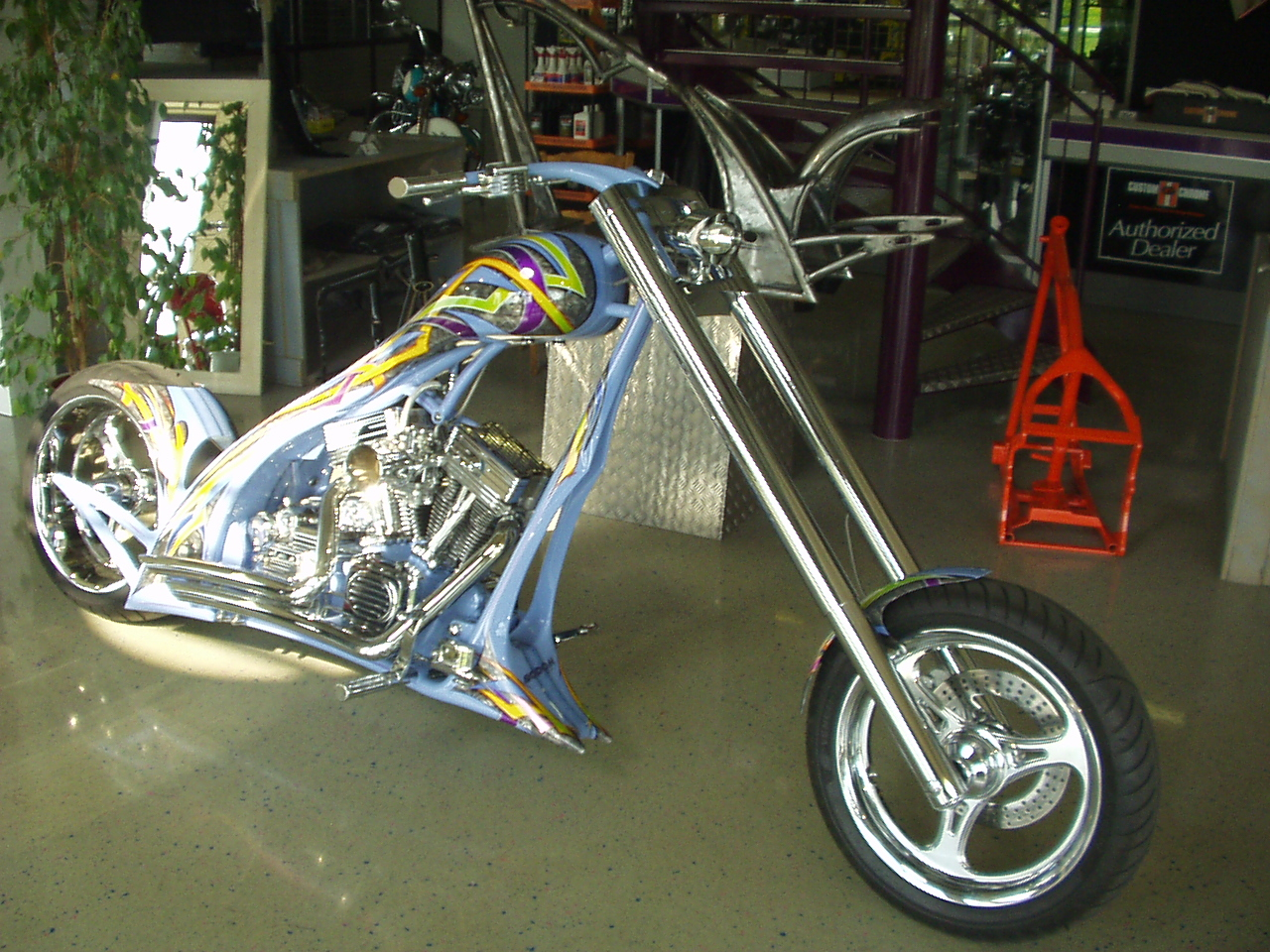
Die SODOM
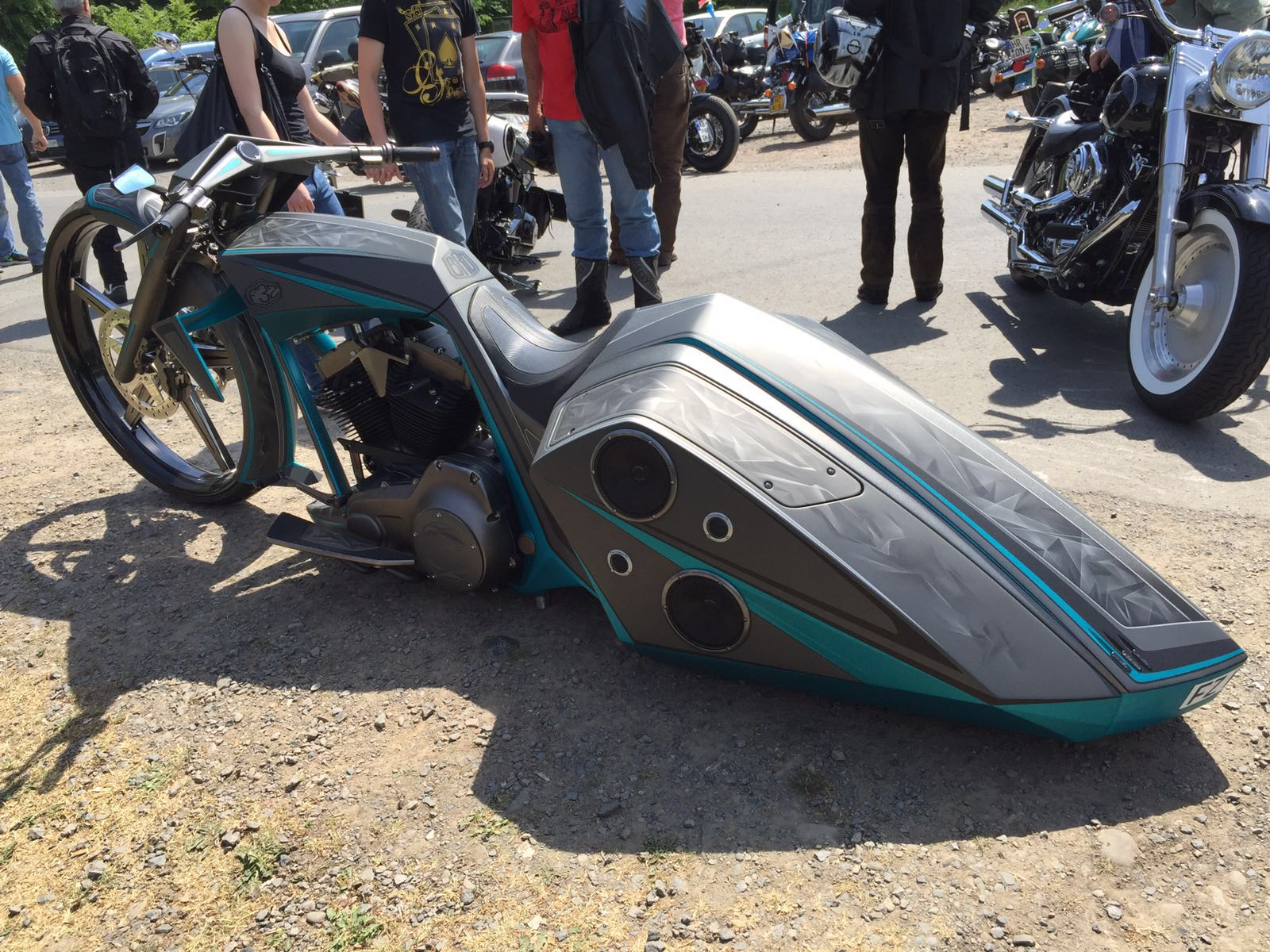
Die Custom Bagger F32
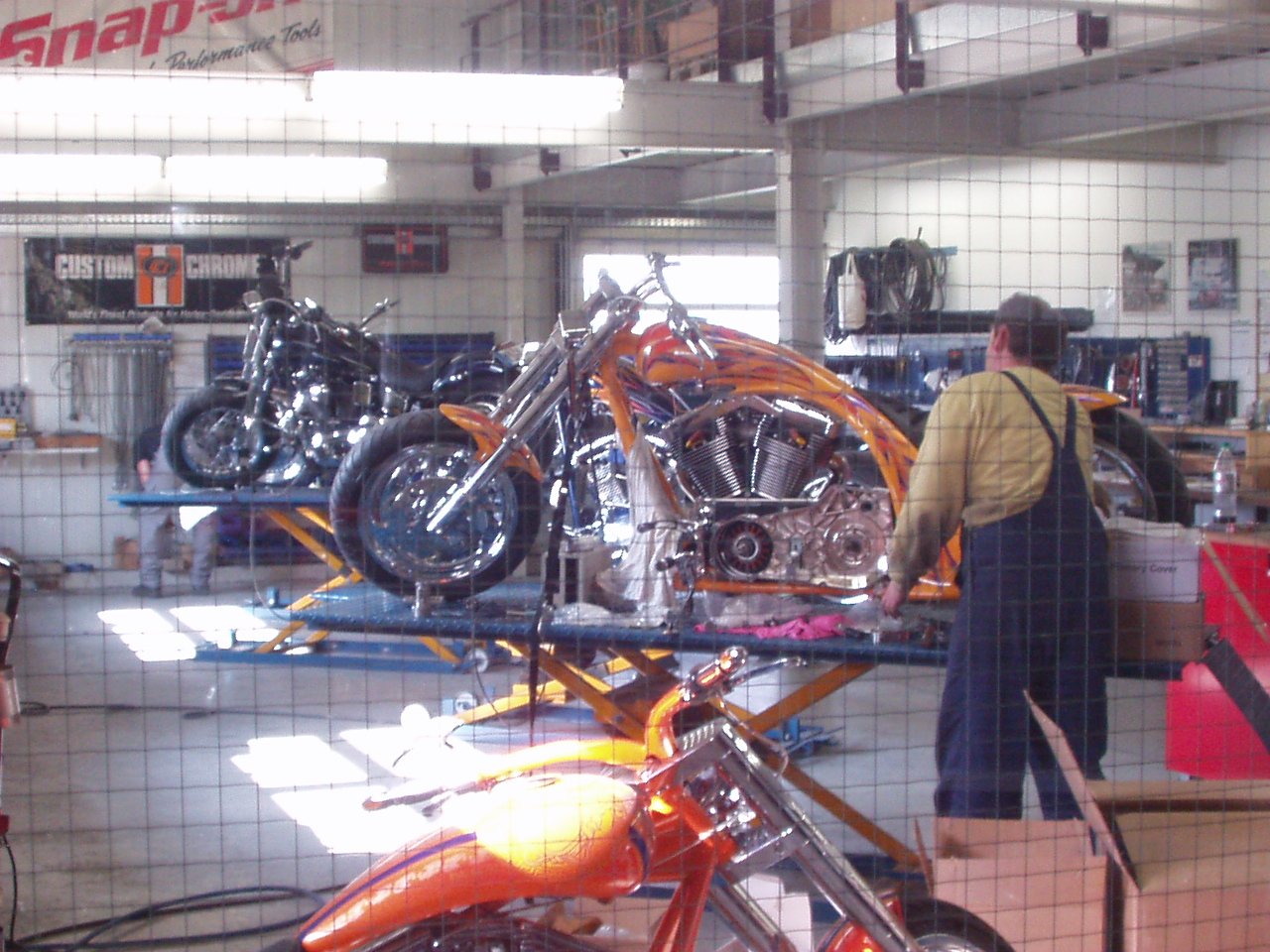
Blick in die Werkstatt